# Nguyễn Phúc Thanh Đề
Nguyễn Phúc Thanh Đề (chữ Hán: 阮福清媞; 1833 – 1869), phong hiệu Thuận Chính Công chúa (順正公主), là một công chúa con vua Thiệu Trị nhà Nguyễn trong lịch sử Việt Nam.

## Tiểu sử
Hoàng nữ Thanh Đề sinh năm Quý Tỵ (1833), là con gái thứ 9 của vua Thiệu Trị, mẹ là Tài nhân Nguyễn Văn Thị Khuê. Quy Chính Công chúa Lệ Nhàn, hoàng nữ thứ 15 của Thiệu Trị, là em ruột cùng mẹ với công chúa Thanh Đề. Sử cũ ghi lại, hoàng nữ Thanh Đề từ nhỏ là người thành thật, hòa thuận điềm đạm, luôn thuộc lời dạy bảo của mẹ.
Tự Đức năm thứ 3 (1850), vua anh gả bà cho Phò mã Đô úy Trần Văn Thứ. Phò mã Thứ là người Hương Trà, Thừa Thiên, con trai của Thượng thư hưu trí Trần Văn Trung. Sau khi lấy công chúa, phò mã Thứ được bổ làm Quản cơ tại Sơn Tây. Công chúa sinh được ba con trai và hai con gái.
Năm Tự Đức thứ 22 (1869), mùa thu, vua sách phong cho bà làm Thuận Chính Công chúa (順正公主). Công chúa Thanh Đề mất cùng năm đó, hưởng dương 37 tuổi, được ban thụy là Trang Tĩnh (莊靜). Không rõ nhà thờ và tẩm mộ của Công chúa ở đâu.